# 메릭 테무르
메릭 테무르(Мэлигтөмөр, Melig-Temür, 생년 미상 ~ 1307년 6월 2일)는 몽골 제국과 원나라의 황족으로, 툴루이 칸의 손자이며 아리크부카의 아들이다. 원 세조 쿠빌라이칸의 조카가 된다. 카이두 진영의 최전방에서 선봉장으로 활동했다.
몽골고원 북서부를 통치하였으며, 1276년 노무간 휘하로 카이두 정벌에 출정했다가, 진중 반란에 가담하여 카이두에게 투항하였다. 이후 카이두와 원나라를 공격하다가 1306년 원나라로 투항했다. 1307년 원 성종의 급서 후, 안서왕 아난다를 지지했다가 정변을 일으킨 카이샨에게 패하고, 무종 즉위 후 사사되었다. 페르시아계 사서 집사에는 마리크 테무르(ملك تيمور)로 기록된다. 일 한국의 군주 아르파 케운의 증조부가 된다.

## 생애

### 어린 시절
메릭 테무르는 칭기즈 칸의 증손자로, 툴루이 칸의 일곱째 아들 아리크부카의 차남이며 어머니는 오이라트족 출신 알리카미시 혹은 엘치크미시 카툰이다. 아버지 아리크부카는 1258년 8월 몽케 칸 사후 대칸에 올랐으나, 형 쿠빌라이 칸과의 전투에서 패하고 1264년 7월 투항했다. 1266년 아버지 아리크부카가 대도에서 의문의 죽음을 당한 후, 쿠빌라이 칸에 의해 소환되어 아리크부카 몫의 영역인 몽골고원 북서부를 물려받았다. 그의 울루스에서는 칭기즈 칸의 제사를 직접 관장했다는 설이 있다. 그밖에도 시베리아 남부 고원 지역 역시 아리크부카 일가의 영향력 하에 있었다.
메릭 테무르의 유년시절에 대한 기록은 전하지 않는다. 메릭 테무르의 부인 중 1명은 칭기즈 칸의 딸 체체겐의 손녀였다. 체체겐과 오이라트족 토를로시의 아들 바르스부카의 딸이다.
메릭 테무르는 스루도스부, 무당이 많이 배출되는 콩고탄부, 자라이르부의 일부 부족 등의 영지를 부여받게 된다.

### 시리기의 반란 가담과 카이두에 투항
1276년 쿠빌라이 칸의 명을 받고 오고타이 한국의 카이두를 상대로 교전했다. 메릭 테무르는 몽케 칸의 넷째 아들 시리기 등과 함께 노무간, 쿠쿠추, 승상 안톤 등이 이끄는 카이두 토벌군에 참여했다. 그러나 그해 여름 혹은 가을, 메릭 테무르는 시리기, 툴루이 칸의 서자 소게두의 아들 투그 테무르 등과 함께 진중 반란을 일으켰다. 차가타이 한국에서의 정국 혼란 소식을 접한 노무간이 일리강 계곡에 임시 주둔을 틈타, 반란을 일으킨다.
투그 테무르가 알말리크에서 노무간을 체포 감금할 때, 코코추, 승상 안톤 등으르 체포하는데 가담했다. 노무간, 코코추, 안통 등을 카이두에게 넘기고, 사르반(몽케 칸의 아들 우룩타시의 아들), 시리기와 함께 카이두에 투항하였다. 이때 메릭 테무르 역시 카이두 진영에 가담하였다.(시리기의 난) 1280년 투그 테무르와 요쿠부르 사이의 갈등으로 투그 테무르는 처형당하고, 시리기는 1282년 쿠빌라이 카안에게 투항하여 시리기의 난은 종결되었다. 이후 메릭 테무르는 카이두의 진영에 서서 활동했다.
1301년 카이두와 함께 군사를 이끌고 몽골고원 서부를 공격했다가 패하였다. 1305년(대덕 9년) 차가타이 한국의 두아, 오고타이 칸국의 차파르, 메릭테무르 등이 비밀리에 군사를 이끌고 몽골고원을 쳐들어왔으나, 투투카의 군대에 의해 참패하고 퇴각하였다. 1306년 당시 알타이산맥에 주둔하던 메릭 테무르는 차파르와 함께 원나라의 회령왕 퀼리그 칸 카이산에게 사자를 보내 휴전을 요청하고 있었다.

### 생애 후반
1306년(대덕 10년) 오고타이 칸국 내부에서 반란이 발생, 이때 차가타이 칸국의 두아의 공격으로 함락되자, 메릭 테무르는 1306년 이르티시강변에서 원나라의 회령왕 퀼리그 칸 카이산(후일의 무종)의 군대에 투항하였다.
1307년 1월, 원 성종이 붕어하자 메릭 테무르는 안서왕 아난다와 함께 대도로 입조하였다. 원 성종 테무르는 아들 테이슈가 요절한 뒤, 후계자를 남기지 못했고, 후계자를 지명하지 못하고 갑자기 사망했다. 원사연의 28권에 의하면 메릭 테무르는 1307년 1월 성종 붕어하기 직전, 불루간 카툰으로부터 입조 명을 받고 태자가 이미 죽은 상태에서 테무르의 병환이 위중한 것, 아유르바르와다와 카이산 등이 회주에서 군사를 일으키려 한다는 뜻을 전달받고, 새 황제로 아난다를 추대한다는 답을 받았다.
불루간 황후와 메릭 테무르, 좌승상 아구타이(阿忽台)는 성종의 사촌이자 쿠빌라이 칸의 손자 안서왕 아난다를 황제로 추대하려 했으나, 카이산의 동생 아유르와르바다가 사전에 군사를 이끌고 와서 대도를 점령, 승상 아구타이를 살해하고 불루간 황후를 폐하였다. 메릭 테무르와 아난다는 군사를 이끌고 아유르바르와다, 카이산의 군대와 교전했으나 패배, 체포되어 메릭 테무르는 아유르바르와다에 의해 상도로 압송되었다. 1307년 5월 원 무종 퀼리그 칸 카이산의 명으로 찬탈죄를 이유로 아난다와 함께 사약형을 받고 그해 6월 2일 사사당했다.

### 사후
메릭 테무르 사후에도 다른 아리크부카의 자손들은 일정부분 세력을 계속 유지하였다. 중앙아시아에 있던 그의 아들 밍 칸과 증손자 아르파는 1308년 일 칸국으로 망명했다. 일설에는 밍 칸은 1306년 여름 일 칸국 울제이투 칸의 통치기간 중 일 칸국에 도착했다고도 한다. 일설에는 이수데르 조리그투 칸이 그의 4대손이라는 설이 있다.

## 가족 관계
- 길레테 카툰(Гильтэ хатан, 자라이르부 울두쿠르의 손자 타란의 딸[3], 일설에는 할아버지 툴루이 칸의 젊은 첩을 수계한 것이라는 설이 있다.)
  - 아들 살라그칸(Салангхайн)
  - 아들 밍간(Мингхан), 일 한국 아르파 케운의 조부, 그의 생전에 손자 아르파 케운과 일 한국으로 건너갔다 한다.[4]
  - 아들 아치기(Ачиги)
  - 아들 나인 투바(Есөн Тува)
  - 아들 바리타이(Баритай)
  - 아들 치라타이(Чиратай)

- 부라 카툰(Бура хатан), 시레의 딸
  - 아들 오이라타이(Ойратай)
  - 아들 마흐무다(Махмуд)

## 같이 보기
- 툴루이 남북 전쟁
- 아리크부카
- 아난다
- 카이두
- 시리기의 난
- 노무간